# Denis Braidotti
Denis Braidotti (Udine, 31 luglio 1972) è un judoka italiano.
Atleta del Centro Sportivo Carabinieri, ha vinto il Campionato Europeo a squadre di Madera nel 2001, insieme tra gli altri a Pino Maddaloni e Roberto Meloni. Sempre nel 2001 si aggiudica la medaglia d'oro individuale ai Giochi del Mediterraneo di Tunisi, nella categoria pesi massimi (+100kg).
Ai Giochi del Mediterraneo aveva già conquistato il bronzo individuale nel 1997 a Bari.
Nelle competizioni a squadre, ha vinto la medaglia di bronzo ai Mondiali di Basilea nel 2002 e agli Europei di Villach del 1999.
Ha conquistato sei medaglie d'oro ai Campionati Italiani di judo, categoria massimi.
Nel 2019 ha raggiunto l'isola di Malta per diventarne il coach principale della nazionale maltese